# Saint-Césaire (Charente Marítim)
Saint-Césaire és un municipi francès situat al departament del Charente Marítim i a la regió de la Nova Aquitània. L'any 2007 tenia 915 habitants.

## Demografia

### Població
El 2007 la població de fet de Saint-Césaire era de 915 persones. Hi havia 371 famílies de les quals 101 eren unipersonals (40 homes vivint sols i 61 dones vivint soles), 113 parelles sense fills, 129 parelles amb fills i 28 famílies monoparentals amb fills.
La població ha evolucionat segons el següent gràfic:
Habitants censats

### Habitatges
El 2007 hi havia 432 habitatges, 385 eren l'habitatge principal de la família, 14 eren segones residències i 33 estaven desocupats. 413 eren cases i 17 eren apartaments. Dels 385 habitatges principals, 290 estaven ocupats pels seus propietaris, 83 estaven llogats i ocupats pels llogaters i 12 estaven cedits a títol gratuït; 1 tenia una cambra, 19 en tenien dues, 62 en tenien tres, 135 en tenien quatre i 168 en tenien cinc o més. 326 habitatges disposaven pel capbaix d'una plaça de pàrquing. A 174 habitatges hi havia un automòbil i a 173 n'hi havia dos o més.

### Piràmide de població
La piràmide de població per edats i sexe el 2009 era:
| Homes | Edats   | Dones |
| ----- | ------- | ----- |
| 4     | 95 o +  | 0     |
| 0     | 90 a 94 | 0     |
| 0     | 85 a 89 | 0     |
| 16    | 80 a 84 | 4     |
| 12    | 75 a 79 | 20    |
| 8     | 70 a 74 | 24    |
| 20    | 65 a 69 | 40    |
| 20    | 60 a 64 | 20    |
| 28    | 55 a 59 | 28    |
| 28    | 50 a 54 | 28    |
| 40    | 45 a 49 | 32    |
| 36    | 40 a 44 | 48    |
| 28    | 35 a 39 | 32    |
| 28    | 30 a 34 | 8     |
| 36    | 25 a 29 | 40    |
| 20    | 20 a 24 | 24    |
| 28    | 15 a 19 | 56    |
| 24    | 10 a 14 | 40    |
| 8     | 5 a 9   | 20    |
| 8     | 0 a 4   | 44    |

## Economia
El 2007 la població en edat de treballar era de 592 persones, 448 eren actives i 144 eren inactives. De les 448 persones actives 394 estaven ocupades (211 homes i 183 dones) i 54 estaven aturades (15 homes i 39 dones). De les 144 persones inactives 61 estaven jubilades, 47 estaven estudiant i 36 estaven classificades com a «altres inactius».

### Ingressos
El 2009 a Saint-Césaire hi havia 390 unitats fiscals que integraven 911,5 persones, la mediana anual d'ingressos fiscals per persona era de 16.555 €.

### Activitats econòmiques
Dels 29 establiments que hi havia el 2007, 2 eren d'empreses extractives, 1 d'una empresa alimentària, 8 d'empreses de construcció, 2 d'empreses de comerç i reparació d'automòbils, 1 d'una empresa de transport, 2 d'empreses d'hostatgeria i restauració, 2 d'empreses financeres, 2 d'empreses immobiliàries, 3 d'empreses de serveis, 2 d'entitats de l'administració pública i 4 d'empreses classificades com a «altres activitats de serveis».
Dels 13 establiments de servei als particulars que hi havia el 2009, 1 era un paleta, 2 guixaires pintors, 2 lampisteries, 3 electricistes, 2 perruqueries, 1 restaurant i 2 agències immobiliàries.
L'únic establiment comercial que hi havia el 2009 era una fleca.
L'any 2000 a Saint-Césaire hi havia 17 explotacions agrícoles que ocupaven un total de 456 hectàrees.

## Equipaments sanitaris i escolars
L'únic equipament sanitari que hi havia el 2009 era una farmàcia.
El 2009 hi havia una escola elemental.

## Poblacions més properes
El següent diagrama mostra les poblacions més properes.